# Tom van Kessel
 (février 2019).
Si vous disposez d'ouvrages ou d'articles de référence ou si vous connaissez des sites web de qualité traitant du thème abordé ici, merci de compléter l'article en donnant les références utiles à sa vérifiabilité et en les liant à la section « Notes et références ».
Pour les articles homonymes, voir Kessel.
Tom van Kessel, né le 30 juillet 1994 à Culemborg,,, est un acteur néerlandais.

## Filmographie

### Cinéma et téléfilms
- 2005 : Knetter (nl) : Koos
- 2006 : Birthday Boy : Le petit ami
- 2010 : Verborgen verhalen (nl) : Leon
- 2011 : Bon Voyage (téléfilm) : Leon
- 2011 : Doctor Cheezy (nl) : Tom
- 2014 : Dorsvloer vol confetti (nl) : Rogier
- 2015 : Arjuna : Fidel
- 2016 : De Fractie (nl) : Theo, l'ami de Jan
- 2016 : De Fractie : Pim
- 2017 : Het bestand (nl) : L'étudiant
- 2017 : Ghost Corp : Davey
- 2017-2018 : Nieuwe tijden (nl) : Fabian de Leeuw
- 2018 : Zomer in Zeeland (nl) : Le pompier et l'ami de Boaz
- 2018 : Next (téléfilm) :Jeroen
- 2018 : Intocht van Sinterklaas : Le nouveau Piet
- 2018 : Sinterklaasjournaal (nl) : Le nouveau Piet
- 2018-2019 : Flikken Maastricht : Laurens
- 2019 : Ten Zuiden van de Hemel : Elias
- 2022 : Filip : Lucas